# Gliese 667 Cc
Gliese 667 Cc is een exoplaneet op een afstand van ongeveer 22,3 lichtjaar. De planeet draait om de ster Gliese 667 heen, in het sterrenbeeld Scorpius. De planeet werd in 2011 ontdekt. Hiermee was de planeet samen met de ontdekking van andere planeten rondom Gliese 667 een exoplaneet die door middel van doppler spectroscopie werd bevestigd.